# June Walsh
June Walsh (* um 1940, geborene June Smailes) ist eine australische Badmintonspielerin. 

## Karriere
June Walsh wurde 1958 erstmals nationale Meisterin in Australien. Zwei weitere Titelgewinne folgten 1961 und 1962. Alle drei Titel gewann sie im Damendoppel mit June Bevan. 1963 stand sie im australischen Nationalteam für die Whyte Trophy.